# Uma Musume Pretty Derby
Uma Musume Pretty Derby (ウマ娘 プリティーダービー, Uma Musume Puritī Dābī; Garota Cavalo Bonito Derby) é uma franquia multimídia criada pela  Cygames. Um jogo para dispositivos móveis para iOS e Android foi programado para estrear no final de 2018 e depois foi atrasado em fevereiro de 2021. Uma adaptação da série de televisão de anime de 13 episódios para carga de P.A. Works foram lançadas em abril de junho de 2018, Studio Kai depois de produzir uma segunda temporada, que foi emitida de janeiro a março de 2021. Foi anunciada uma terceira temporada. Em julho de 2020, uma série de televisão de anime baseada no mangá spin-off Umayon foi lançada. Um anime web curto intitulado Umayuru será lançado em outubro de 2022. Uma Musume Pretty Derby: Road to the Top, um segundo anime web, será lançado em 2023. Uma adaptação de uma série de anime para televisão de Uma Musume Cinderella Gray será lançada em abril de 2025.

## Argumento
Num mundo similar ao nosso, os grandes cavalos de carreira do passado têm a oportunidade de renacer como «garotas cavalo», garotas com orelhas e bichas de cavalo, bem como velocidade e resistência de cavalo. As melhores destas garotas cavalo vão treinar na Academia Tracem de Tokio, onde esperam atingir fama e fortuna como corredoras e idols.
A primeira temporada é protagonizada por Special Week, uma garota cavalo de secundária rural que recentemente se transferiu a Tracem. Está decidida a cumprir a promessa de sua mãe e converter-se na melhor corredora de Japão. De caminho à escola, detém-se na pista de carreiras e apaixona-se do estilo de correr de Silence Suzuka, prometendo correr na mesma equipa que ela.[carece de fontes?]
A segunda temporada centra-se em outras personagens secundárias como Mejiro McQueen, Rice Shower e Mihono Bourbon, bem como em Tokai Teio como personagem principal. Ela, como o cavalo no que se baseia, sofre múltiplas lesões e luta por seguir sendo uma das melhores corredoras.

## Personagens
As personagens estão baseadas em cavalos de carreira famosos de Japão.A cada garota cavalo usa uma fita, um anel ou outro acessório sobre uma orelha, isto indica que sua contraparte na vida real é um semental quando está na orelha direita da garota, ou uma yegua quando está na orelha esquerda. Algumas personagens têm adornos em ambas orelhas, enquanto outros não têm nenhum enfeito, no entanto, o lado mais decorado corresponde ao género do cavalo. Fine Motion é uma excepção, já que só utiliza um enfeito em ambos lados.
Special Week (スペシャルウィーク, Supesharu Wīku)
Seiyū: Azumi Waki
Uma jovem cavaleira criada em Hokkaido que nunca conheceu outra cavaleira até ingressar na Academia. Sua mãe biológica faleceu logo após seu nascimento e ela foi criada por sua mãe humana para ser a melhor cavaleira do Japão (já que ela diz ter duas mães). Ela tem grande resistência e velocidade, e bons instintos de pista sobre quando segurar e quando abrir ao correr.
Silence Suzuka (サイレンススズカ, Sairensu Suzuka)
Seiyū: Marika Kōno
Uma jovem e talentosa cavaleira. Ela é colega de quarto e equipe da Semana Especial. Suas corridas, desempenho e amizade inspiram a Semana Especial. Seu objetivo é fazer as pessoas sonharem e ela acredita que é isso que significa ser a melhor cavaleira.
Tōkai Teiō (トウカイテイオー)
Seiyū: Machico
Vodka (ウオッカ, Uokka)
Seiyū: Ayaka Ōhashi
Air Groove (エアグルーヴ, Ea Gurūvu)
Seiyū: Ruriko Aoki
El Condor Pasa (エルコンドルパサー, Eru Kondoru Pasā)
Seiyū: Minami Takahashi
Uma cavaleira que recebeu treinamento no exterior e aspira competir em corridas estrangeiras.
Oguri Cap (オグリキャップ, Oguri Kyappu)
Seiyū: Tomoyo Takayanagi
Grass Wonder (グラスワンダー, Gurasu Wandā)
Seiyū: Rena Maeda
Gold Ship (ゴールドシップ, Gōrudo Shippu)
Seiyū: Hitomi Ueda
Symboli Rudolf (シンボリルドルフ, Shinbori Rudorufu)
Seiyū: Azusa Tadokoro
O presidente do conselho estudantil da academia.
Taiki Shuttle (タイキシャトル, Taiki Shatoru)
Seiyū: Yuka Ōtsubo
Daiwa Scarlet (ダイワスカーレット, Daiwa Sukāretto)
Seiyū: Chisa Kimura
T.M. Opera Ō (テイエムオペラオー, Tei Emu Operaō)
Seiyū: Sora Tokui
Narita Brian (ナリタブライアン, Narita Buraian)
Seiyū: Yuka Aisaka
Hishi Amazon (ヒシアマゾン)
Seiyū: Yuiko Tatsumi
Fuji Kiseki (フジキセキ)
Seiyū: Eriko Matsui
Maruzensky (マルゼンスキー, Maruzensukī)
Seiyū: Lynn
Mejiro McQueen (メジロマックイーン, Mejiro Makkuīn)
Seiyū: Saori Ōnishi
Seiun Sky (セイウンスカイ, Seiun Sukai)
Seiyū: Akari Kitō
Yukino Bijin (ユキノビジン)
Seiyū: Nozomi Yamamoto
Winning Ticket (ウイニングチケット, Uiningu Chiketto)
Seiyū: Yui Watanabe
Tamamo Cross (タマモクロス, Tamamo Kurosu)
Seiyū: Naomi Ōzora
Seeking the Pearl (シーキングザパール, Shīkingu Za Pāru)
Seiyū: Ayaka Fukuhara
Manhattan Cafe (マンハッタンカフェ, Manhattan Kafe)
Seiyū: Yui Ogura
Tosen Jordan (トーセンジョーダン, Tōsen Jōdan)
Seiyū: Eri Suzuki
Haru Urara (ハルウララ)
Seiyū: Yukina Shutō
Kawakami Princess (カワカミプリンセス, Kawakami Purinsesu)
Seiyū: Karin Takahashi
Mejiro Ryan (メジロライアン, Mejiro Raian)
Seiyū: Afumi Hashi
Matikanefukukitaru (マチカネフクキタル, Machikanefukukitaru)
Seiyū: Hiyori Nitta
Fine Motion (ファインモーション, Fain Mōshon)
Seiyū: Chinami Hashimoto
Smart Falcon (スマートファルコン, Sumāto Farukon)
Seiyū: Hitomi Ohwada
Narita Taishin (ナリタタイシン)
Seiyū: Keiko Watanabe
Air Shakur (エアシャカール, Ea Shakāru)
Seiyū: Minami Tsuda
Gold City (ゴールドシチー, Gōrudo Shichī)
Seiyū: Saki Kosaka
Super Creek (スーパークリーク, Sūpā Kurīku)
Seiyū: Kana Yūki
Inari One (イナリワン, Inari Wan)
Seiyū: Haruno Inoue
Nishino Flower (ニシノフラワー, Nishino Furawā)
Seiyū: Haruna Kawai
Biko Pegasus (ビコーペガサス, Bikō Pegasasu)
Seiyū: Aimi Tanaka
Hishi Akebono (ヒシアケボノ)
Seiyū: Rei Matsuzaki
Bamboo Memory (バンブーメモリー, Banbū Memorī)
Seiyū: Kotomi Aihara
Marvelous Sunday (マーベラスサンデー, Māberasu Sandē)
Seiyū: Marie Miyake
Mihono Bourbon (ミホノブルボン, Mihono Burubon)
Seiyū: Ikumi Hasegawa
Sweep Tosho (スイープトウショウ, Suīpu Toushou)
Seiyū: Shiori Sugiura
Ines Fujin (アイネスフウジン, Ainesu Fūjin)
Seiyū: Tomomi Mineuchi
Biwa Hayahide (ビワハヤヒデ)
Seiyū: Yui Kondou
Sakura Bakushin O (サクラバクシンオー, Sakura Bakushin'ō)
Seiyū: Sachika Misawa
Shinko Windy (シンコウウインディ, Shinkou Uindi)
Seiyū: Yūki Takada
Agnes Tachyon (アグネスタキオン, Agunesu Takion)
Seiyū: Sumire Uesaka
Zenno Rob Roy (ゼンノロブロイ, Zen'no Robu Roi)
Seiyū: Haruka Terui
Meisho Doto (メイショウドトウ, Meishō Dotō)
Seiyū: Misaki Watada
Rice Shower (ライスシャワー, Raisu Shawā)
Seiyū: Manaka Iwami
Admire Vega (アドマイヤベガ, Adomaiya Bega)
Seiyū: Hitomi Sasaki
Curren Chan (カレンチャン, Karen Chan)
Seiyū: Yū Sasahara
Agnes Digital (アグネスデジタル, Agunesu Dejitaru)
Seiyū: Minori Suzuki
Eishin Flash (エイシンフラッシュ, Eishin Furasshu)
Seiyū: Ayami Fujino
Nakayama Festa (ナカヤマフェスタ, Nakayama Fesuta)
Seiyū: Shino Shimoji
Mayano Top Gun (マヤノトップガン, Mayano Toppu Gan)
Seiyū: Ayaka Imamura, Mio Hoshitani
Mejiro Dober (メジロドーベル, Mejiro Dōberu)
Seiyū: Hikari Kubota
Nice Nature (ナイスネイチャ, Naisu Neicha)
Seiyū: Kaori Maeda
King Halo (キングヘイロー, Kingu Heirō)
Seiyū: Iori Saeki

## Mídias

### Videojuego
O jogo anunciou-se em 2016 pára iOS e Android. Um tráiler animado por P.a.works debutó no evento AnimeJapan desse ano. Estava previsto a que lançar-se-ia a fins de 2018, mas se pospôs até o 24 de fevereiro de 2021. O 10 de março de 2021 lançou-se a versão para computadores.

### Manga
Uma série de manga ilustrada por S. Kozuki titulada Starting Gate!: Uma Musume Pretty Derby começou seu serialización no lugar site Cycomics de Cygames, o 25 de março de 2017. A partir de 18 de março de 2022, o manga recopilou-se em seis volumes tankōbon.

### Anime

#### Uma Musume Pretty Derby
Uma adaptação ao anime de 13 episódios e produzida por P.a.works transmitiu-se desde o 2 de abril até o 18 de junho de 2018 em Tóquio MX, e os dois primeiros episódios transmitiram-se seguidos. Crunchyroll transmitiu a série. O anime está dirigido por Kei Oikawa em P.a.works com guiões escritos por Masafumi Sugiura e Akihiro Ishihara. Utamaro Movement compôs a música em Lantis. O tema de abertura da série é "Make Debut" e o tema final é "Grow Up Shine!"; os dois são cantados por Azumi Waki, Marika Kouno, Machico, Ayaka Ōhashi, Chisa Kimura, Hitomi Ueda e Saori Ōnishi.

#### Uma Musume Cinderella Gray
O 23 de agosto de 2024 anunciou-se uma adaptação televisiva em formato anime do manga Cinderella Gray de Uma Musume. A série está produzida por CygamesPictures e dirigida por Yūki Itō, com Aki Kindaichi a cargo da composição da série, Masafumi Sugiura escrevendo o guion e Takuya Miyahara e Keigo Sasaki desenhando as personagens. Emitir-se-á em dois cursos consecutivos em TBS, e o primeiro estrear-se-á em abril de 2025. Remow licenciou a série para streaming no Prime Video América do Norte, no canal It's Anime do YouTube em regiões selecionadas, também no Anime Onegai na América Latina e no ADN na Europa.

## Recepção
Dentro dos dez meses posteriores a seu lançamento, o jogo móvel arrecadou aproximadamente $ 965 milhões em Japão até o 16 de dezembro de 2021. Foi o nono jogo móvel com maior arrecadação de 2021. Em 2021, o jogo gerou um total de rendimentos de aproximadamente $ 990 milhões.